# 凉風20型
凉風20型（すずかぜにじゅうがた）は、アメリカ軍が実在すると誤認した架空の日本の戦闘機。「涼風20型」とも呼ばれる。連合国軍のコードネームは「Omar」。

## 概要
凉風20型は、元は工人社の航空雑誌『空』に連載されていた読者投稿コーナー「新設計家の夢」の1941年（昭和16年）4月号や、機械化國防協会の国防科学雑誌『機械化』などに投稿された一般人による仮想機の一つであり、日本陸海軍の公式計画はおろか専門家の私案ですらないものだった。名称にある「20型」というのは凉風20型の投稿者が「新設計家の夢」に投稿していた機体群「凉風」シリーズに与えていた通し番号であり、海軍の命名規則とは無関係である。
しかし、米軍は『空』に掲載された凉風20型を実在する機体と誤認し、コードネームを与えて機種識別表に記載してしまった。そのため、戦後に欧米で刊行された軍用機関連の書籍には、凉風20型を実際に開発計画が存在した機体として扱ったものが複数存在する。なお、当時の識別表には、同じく「新設計家の夢」に投稿された仮想機「AT-27」を実在機と誤認したコードネーム「Gus」など、凉風20型以外にも実在しない機体が記載されていた。
機体は単座機であり、ペイヤン Pa.22のようにデルタ型の垂直尾翼と風防が一体化していた。また、2基の空冷星型エンジンが串型に連結されており、それで二重反転プロペラを駆動させるようになっている。武装として主翼に機銃を計8挺備えていた。